# NGC 7314
NGC 7314 (również PGC 69253 lub Arp 14) – galaktyka spiralna z poprzeczką (SBbc), znajdująca się w gwiazdozbiorze Ryby Południowej. Odkrył ją John Herschel 29 lipca 1834 roku. Należy do galaktyk Seyferta.